# Фейсал I
Фе́йсал I ибн Хусе́йн (араб. فيصل الأول‎; 20 мая 1884 — 8 сентября 1933) — основатель и первый король современного Ирака, первый и последний король Сирии. В годы Первой мировой войны командовал арабскими частями и в союзе с экспедиционным корпусом генерала Алленби освободил от турок территорию Леванта. Со временем стал главнокомандующим арабской армией. Фельдмаршал иракской армии и адмирал флота.

## Детство
Родился в городке Эт-Таиф (в Хиджазе) и был третьим ребёнком в семье шерифа Мекки Хусейна ибн Али. Начальное образование получил в Хиджазе, а продолжил учёбу в Стамбуле. В 1908 году с отцом и братьями вернулся в Хиджаз.

## Великое арабское восстание
Фейсал I сыграл выдающуюся роль во время Великого арабского восстания. В Первой мировой войне его отец Хусейн встал на сторону Великобритании и организовал восстание против Османской империи.
Хусейн имел конфликт с турецким вали Хиджаза, и его планировали отправить в отставку. Но начавшаяся Первая мировая заставила Стамбул отказаться от этих планов. Однако к тому времени не только сам конфликт, но и эти планы османских властей стали известны Хусейну и его семье. Он предпринял ответные шаги. Брат Фейсала, Абдалла, дважды встречался с представителями англичан (комиссаром Китчнером, секретарём Сторрзом и другими) в Каире в 1913 и в 1914 году. На второй встрече Хусейна через Абдаллу заверили, что по мнению англичан титул халифа должен принадлежать не турецкому султану, а арабам (в лице шерифа Хусейна).
Хусейн решил не торопиться и не разрывать отношения с султаном, но установить контакты с иными оппозиционными султану арабскими силами. Желая выяснить, есть ли такие в Сирии и насколько они влиятельны, Хусейн отправляет Фейсала через Дамаск в Стамбул. В Дамаске Фейсал должен был уверить Джемаль-пашу, что его отец Хусейн набирает в Хиджазе 10-тысячную армию добровольцев. Эти добровольцы должны были быть направлены к Суэцкому каналу, а сам Фейсал должен был поступить в подчинение командующего 4-армией Джемаль-паши.
Благодаря поддержке семьи Бакри Фейсал встречался с лидерами оппозиции османам в Сирии. Среди них были:
- Али Рида Баша ар-Рикаби — бригадный генерал и глава дамасского муниципалитета;
- Ясин аль-Хашими — полковник, начальник штаба 12 (мосульского) корпуса[англ.], представитель партии «аль-Ахд аль Араби[итал.]»:
- Насиб-бек аль-Атраш, представитель друзской семьи аль-Атраш;
- Навваф аш-Шаалан, сын шейха Нури аш-Шаалана, главы племени руаля
- Бадр ад-Дин аль-Хасани, крупный исламский теолог и представитель сирийских улемов.

В ходе этих встреч Фейсал договорился о том, что: 1) необходимо изгнать турок из арабских стран; 2) восстание начнётся в Сирии и будет поддержано Хиджазом, а главой восстания станет Хуссейн; 3) созданное в результате восстания арабское правительство заключит союзный договор с Англией.
Кроме этого, Ясин аль-Хашими уверил Фейсала в том, что сирийцы в лице шести арабских дивизий располагают людьми и оружием (23-я, 25-я и 27-я дивизии 8 (сирийского) корпуса и 33-я, 35-я и 37-я дивизии 12 (мосульского) корпуса). От Хусейна и Хиджаза требовалось лишь руководство. В свою очередь Бадр ад-Дин аль-Хасани, выступив от лица сирийского духовенства, призвал к восстанию. После встреч в Дамаске Фейсал направился в Стамбул, из которого вернулся в Мекку уверенный в необходимости восстания.
Этому способствовал провал в феврале 1915 года Суэцкой операции Джемаль-паши. Тот, вернувшись в Дамаск, начал террор против местного населения из-за подозрений в мятеже. Фейсал пытался убедить Джемаль-пашу проводить более умеренную политику, но его усилия были тщетны.
В такой ситуации отец Фейсала, Хусейн, потребовал в марте 1915 года внутренней автономии. В своей телеграмме Энвер-паше он потребовал: 1) амнистию для политических заключённых; 2) предоставления Сирии автономии; 3) передачи Мекканского эмирата в наследственное владение Хусейна и его сыновей. Энвер-паша в ответной телеграмме отверг требования Хусейна и напомнил, что Фейсал «останется гостем 4-й армии до конца войны», потребовав скорейшего прибытия добровольцев из Хиджаза, чтобы передать их под командование Фейсала. Хусейн в своей новой телеграмме написал, что хотя он и не собирался отзывать сына домой, но прибытие добровольцев в Дамаск возможно лишь после возвращения Фейсала в Медину. После этих депеш состоялся разговор между Джемаль-пашой и Фейсалом. В ходе его Фейсал всё отрицал и от всего отказывался.
С 15 июля 1915 по 10 марта 1916 года состоялась переписка Хусейна с англичанами, в ходе которой было достигнуто лишь общее согласие на сотрудничество, но вопросы о будущих границах арабского государства, степень вмешательства Великобритании в его дела стороны понимали по-разному. Пока Хусейн вёл переговоры с англичанами, Фейсал продолжил вести их с сирийцами в Дамаске. После их окончания была достигнута договорённость о том, что восстание начнётся в Хиджазе (а не в Сирии), так как арабские части Османской империи покинули регион
После того как Энвер-паша не достиг в ходе обмена телеграммами соглашения с Хусейном, турки начали сосредотачивать у Медины крупные силы.
В марте 1916 года в Медину прибыли Энвер-паша и Джемаль-паша. Они пригласили Хусейна на личную встречу, дабы лично обсудить ситуацию. Хусейн отправил пашам дары, но отказался прибыть под предлогом болезни. А в июне 1916 года он поднял восстание. Фейсалу удалось бежать из Дамаска перед самым началом восстания.
5 июня 1916 года Фейсал и его брат Али «подняли в окрестностях Медины знамя восстания». Под их знамя собралось 30 тысяч человек. И хотя силы турок насчитывали 15 тысяч, но османская армия была лучше подготовлена и дисциплинирована. Поэтому предпринятая Фейсалом и Али попытка захвата Медины провалилась, и арабам пришлось перейти к осаде:
- Али постарался перерезать железную дорогу около пункта Мадаин-Салих, находившегося на расстоянии 225 км к северу от Медины;
- арабы во главе с Фейсалом попытались взять Медину штурмом. Некоторым арабам удалось проникнуть в город, но, не выдержав боя с турками, они были изгнаны. Большая часть арабов, попав под огонь турецкой артиллерии, пала ниц (племена аджейл и атейба) либо бежала (племя бени-али). Фейсал, уверяя своих соплеменников в том, что при правильном нападении артиллерия не может принести большого вреда, пытался успокоить арабов и возобновить нападение. Но его попытки провалились[21].

10 июня 1916 года Хусейн объявил в Мекке «священную войну» против турок. Он призвал арабов объединиться и возродить арабское государство.
Фейсал организовал блокаду, но из-за слабого снабжения армии и неудач в осаде Медины (первого штурма, вылазок осаждённых) дисциплина падала. Часть арабов покидала войско. Желая поддержать воинственный дух своих людей и уверить их в том, что у него есть дополнительные ресурсы, Фейсал пошёл на хитрость. Он наполнил сундук звонкими камешками, запер его на замок и тщательно перевязал. Во время каждого перехода он приказывал тщательно охранять сундук. Но, невзирая на всё старание, его войско уменьшалось.
Если под Мединой успех был на стороне турок, то в других местах их побеждали. В результате боевых действий арабы смогли взять под контроль большую часть южного Хиджаза:
- 16 июня 1916 г. взяли Джидду, заставив капитулировать гарнизон, состоявший из 1346 человек и имевший 10 полевых орудий, 4 горные пушки, 4 пулемёта[22].
- 27 июня 1916 г. взяли Янбо[21]
- 4 июля 1916 г. сдался турецкий гарнизон Мекки, состоявший из 1100 человек[22]
- 15 августа 1916 г. взяли порт Анис[22].
- 22 сентября 1916 сдался турецкий гарнизон Таифа, состоявший из 2 000 человек и имевший 11 пушек[22]./или 3 000 человек[21]

Проблемы со снабжением у арабов, а также активность командующего турками Факхри-паши заставили Фейсала отступить к Янбо. К октябрю 1916 года у арабов было три армии:
- Северная армия под командованием Фейсала имела около 7 000 человек. Базировалась у Бир-Дервиш. Её целью было защитить Янбо и помешать туркам использовать Хиджазскую железную дорогу[23];
- Южная армияпод командованием Али имела около 5 000. Базировалась у Рабига. Её целью было не допустить наступление турецкой армии к Мекке[24];
- Восточная армия под командованием Абдаллы имела около 4 000. Базировалась у Мекки[25].

В свою очередь им противостояла турецкая армия:
- 10 000 гарнизон находился в Медине;
- 2 500 человек охраняли Хиджазскую дорогу к северу от Медины;
- 1 200 стражников охраняли Эль-Ваджх[25].

19 октября 1916 года передовой разведывательный отряд турок на верблюдах пришёл в движение. И хотя (как позже выяснилось он насчитывал 80 человек) армия Фейсала продолжавшая испытывать проблемы со снабжением, его войско отступило от Бир-Аббаса к Хамре.
Вскоре произошла встреча Фейсала с Лоуренсом Аравийским. Фейсал, в отличие от его братьев (Али и Абдаллы), произвёл на европейца приятное впечатление:

«С первого же взгляда я почувствовал, что он является именно тем человеком, которого я приехал искать в Аравии, — вождём, который покроет восстание арабов неувядаемой славой. В своём белом шёлковом одеянии и коричневом головном уборе, повязанном блестящим золотисто-красным шнуром, Фейсал казался очень высоким и стройным. Его веки были опущены, а его чёрная борода и бесцветное лицо были похожи на маску по сравнению со стройной спокойной настороженностью его тела». — Лиддел Гарт. Глава III. Разногласия. Сентябрь — декабрь 1916 г. // Полковник Лоуренс. — М.: Воениздат, 1939. — 296 с.
Фейсал посетовал Лоуренсу, что европейские союзники прислали настолько устарелую артиллерию, что она уступает даже турецкой.
1 декабря 1916 года Фейсал сообщил в Джидду, что Фахри-паша вышел из Медины. В связи с этим Фейсал требовал подкреплений, но противоречия между братьями и невнимание Али и Абдуллы к просьбе сделали положение Фейсала опасным. Три турецких батальона с 600 всадников на верблюдах и тремя орудиями атаковали отряд Фейсала и отогнали его к Янбо. В его армии участились случаи дезертирства. Турки захватили дорогу между Янбо и Рабига, отрезав Северную армию от Южной. Отец Фейсала Хусейн вёл переговоры с Артуром Мак-Магоном. Опасаясь грядущего наступления турок, он то просил прислать в Рабиг шести батальонов из Египта («и добавил, что хотя он предпочёл бы мусульман, но, учитывая создавшуюся обстановку, согласен принять и христиан»), то отменял эту просьбу. По оценкам англичан, наступавшие турецкие силы насчитывали 5 тысяч.
В декабре 1916 года англичане создали базу для армии Фейсала. В Янбо имелось также ядро регулярных войск арабов, находившихся в процессе формирования, и английский инструктор из египетской армии — капитан Гарланд. Получив подкрепление, Северная армия во главе с Фейсалом и сопровождавшим его Лоуренсом в январе 1917 года совершила переход вдоль Красного моря. Её численность превышала 10 000 человек, из которых 5 100 были на верблюдах, 5 300 пешими и 50 арабов ехали на мулах.
24 января 1917 года ей удалось взять Эль-Ваджх, а 11 февраля порт Эль-Мувейлих.
Получив известия о взятии Фейсалом Эль-Ваджха, турки сосредоточили свои войска вдоль железной дороги, а братья Фейсала стали действовать более решительно.
19 августа 1917 года армия Фейсала захватила Акабу.
После взятия Акабы Фейсал вместе с англичанами участвовал в освобождении Сирии. По договорённости, англичане действовали к западу от Мёртвого моря, а Фейсал к востоку .
Взятие Акабы позволило присоединиться к восставшим ряду сил:
- племя аль-хувейтат во главе с шейхом Оде Абу Таба;
- отряд шейха Нури аш-Шаалана, главы племени руаля;
- кавалерия друзов во главе с Султан-пашой аль-Атрашем и Хусейн-пашей аль-Атрашем;
- племя аль-маджали обитавшие у Эль-Карака;
- племена Хаурана.

Освободив восточную часть Леванта, 30 сентября 1918 года арабская армия вошла в Дамаск. После этого сирийские и аравийские части изгнали турок из Хомса, Хамы, Халеба.
3 октября 1918 года в Дамаск приехали Фейсал и английский главнокомандующий генерал Алленби. Алленби уведомил Фейсала, что он готов признать арабскую администрацию на взятых у осман территориях к востоку от Иордана и Маана до Дамаска включительно.
Его войска после долгой осады в 1919 году взяли Медину.

## Арабское государство и Версальская система
Когда в июле 1915 — марте 1916 года велись переговоры Хусейна и англичан, стороны договорились о создании арабского государства, дружественного Великобритании. Но стороны вкладывали в эти термины разные смыслы:
| претензии Хусейна 14 июля 1915 года: - «Англия признает независимость арабских стран на всей территории ограниченной линиями Мерсин — Адана на севере, от Ирана до Персидского залива — на востоке, от аравийского побережья Индийского океана на юге (кроме Адена), и от побережья Красного и Средиземного морей до Синайского полуострова на западе» - Англия признает право избрания халифа только из арабов - «правительство шерифа признает за Англией преимущественное право участия в осуществлении всех экономических проектов в арабских странах при всех прочих равных условиях» - «Английское и арабское правительства совместно противостоят любой силе, выступающей против одной из сторон, ради сохранения независимости арабских стран и обеспечения в них преимущественного положения Англии. Это сотрудничество должно проводится во всех областях: в военной, военно-морской и военно-воздушной» - договор о военной помощи действует 15 лет и по окончании срока может быть продлён |

Пока шли боевые действия с османской армией вопрос о точных границах будущего арабского государства и его взаимодействии с Великобританией был отложен в сторону. Но вместе с тем Великобритания продолжала переговоры с европейскими союзниками. 16 мая 1916 года в Каире было заключено тайное соглашение Сайкса — Пико. По нему все населённые арабами земли плодородного полумесяца обещанные Мак-Магоном Хусейну попадали в английскую или французскую зону влияния.
Исходя из своих интересов Великобритания стремилась ограничить новое арабское государство Аравией. 2 ноября 1917 года министр иностранных дел Великобритании Бальфур в своей декларации объявил о создании «еврейского национального государства» в Палестине. 22 февраля 1918 Советская Россия обнародовала текст соглашения Сайкса — Пико. И декларация, и соглашение вызвали большое возмущение у арабов. Арабские офицеры Северной армии даже отказывались воевать пока не получат подтверждение обещаний Мак-Магона. На вопрос Хусейна о соглашении англичане ответили, что договора никогда не существовало, а то что опубликовали большевики это лишь материалы переговоров которые велись Антантой до начала Арабского восстания. В подобной ситуации росло недоверие между союзниками. Этим пытались воспользоваться турки. 4 августа 1918 года Джемаль-паша через Фейсала предложил Хусейну мир при условиях признания автономии арабов внутри Османской империи. Хусейн не ответил переслав письмо англичанам
В конце октября 1918 года пользуясь тем, что турки отступают, а у англичане превосходят союзников в регионе Алленби установил военное руководство на занятой территории и поделил ее на три области:
- «Южная» — под руководством британского администратора — включала Палестину и «красную» зону Сайкс — Пико;
- «Северная» — под руководством французского администратора — являлась «голубой» зоной Сайкс — Пико на побережье Сирии;
- «Восточная» являлась значительно более длинным и широким поясом от Алеппо за Дамаск и вниз к Акабе. Она охватывала старые зоны «А» и «Б». Выполняя своё обещание Фейсалу, Алленби передал этот громадный пояс военной администрации арабов. Кроме того, чтобы удовлетворить арабские притязания, в «Восточную» область была включена небольшая часть старой «голубой» зоны.

7 ноября 1918 французское и английское правительства выпустили совместную декларацию о том, что: «…цель, к которой стремятся Франция и Великобритания… заключается в полной и несомненной свободе народов, так долго находившихся под гнётом турок, и в установлении национальных правительств и администраций, власть которых основывается на инициативе и свободном выборе туземного населения.
Для того чтобы выполнить эти намерения, Франция и Великобритания согласились в своём желании побудить и помочь установлению туземных правительств и административных управлений в Сирии и Месопотамии… Совершенно не желая возлагать на население этих областей подобного или подобных учреждений сверху, Франция и Великобритания озабочены лишь тем, чтобы заверить в своей поддержке и практической помощи нормальной работе правительств и учреждений, которые эти народности могут установить по своему выбору».
18 января 1919 года в Париже начала работу мирная конференция. 17 ноября 1918 года Фейсал отправился на неё как представитель Хиджаза. Во Францию он прибыл на английском крейсере. 28 ноября 1918 года Фейсал вместе с встретившим его в порту Лоуренсом Аравийским прибыл в Лион, где повидался с Эдуардом Бремоном. После поездки по местам, где во Франции проходила линия фронта, Фейсал и его свита 9 декабря 1918 года прибыли в Булонь. Посетив Англию, Фейсал в январе 1919 года вернулся в Париж. Первоначально Большая четвёрка не хотело допускать арабов к конференции, но после соглашения Вейцмана — Фейсала включило в состав членов.
В феврале 1919 года на конференции началось обсуждение вопроса об Аравии. Фейсал пытался предложить образовать арабскую федерацию во главе с Хиджазом. И связать эту федерацию с Сирией, оставив под властью Франции лишь Ливан. Это предложение было оспорено Клемансо. В связи с тем, что англичане старались удержать под непосредственным контролем Месопотамию, то французы настаивали на аналогичном усилении в Сирии. Ещё до приезда Фейсала во Францию Лоуренс предлагал своему начальству прожект: создать три государства 1)в Сирии, 2)Верхней Месопотамии и 3)Нижней Месопотамии — и назначить в качестве их правителей трёх сыновей Хуссейна. Нежелание англичан делится Месопотамией привели к тому, что они отвергли оба проекта.
Фейсал в мае 1919 года вместе с назначенной конференцией американской комиссией вернулся в Сирию. Комиссия на месте должна была решить вопрос о государственном устройстве Сирии в будущем путём плебисцита. В мае 1919 года в Дамаске собрался Сирийский национальный конгресс. Он позиционировал себя как представительный орган народов Леванта. Конгресс обратился 2 июля 1919 года к комиссии с обращением, в котором пожелал 1)единой независимой Сирии, которая будет конституционной монархией и с широкими правами регионов 2) королём Сирии будет Фейсал 3)не распространения на Сирию 22 главы Конвенции Лиги Наций, а в случае введения мандата - заключение его на 20 лет с США (а в случае отказа - с Великобританией) 4) против создания еврейского государства в Палестине
Но плебисцит не состоялся. 15 сентября 1919 года Великобритания и Франция подписали Лондонское соглашение; по нему английские войска покидали Киликию и прибрежные районы Сирии (с Ливаном). Эти районы занимали французские войска. Фейсал в сентябре 1919 года вновь прибыл в Париж и потребовал от Ллойд-Джоржа и Керзона защиты интересов арабов. Но англичане предложили Фейсалу договориться с французами, которые являются союзниками Великобритании. В ноябре 1919 года англичане вывели свои войска из Дамаска, Бейрута, Халеба, Аданы, Мараша, Эйнабы, а французы пытались ввести свои войска в районы Баальбека, Бекаа, Хасбейя и Рашейя (в османские времена связанные с Дамаском). 18 ноября 1919 года в Сирию прибыла 100.000 армия французского генерала Гуро. 25 ноября 1919 года Фейсал и французское правительство подписали соглашение о создании комиссии, которая рассмотрит судьбу городов. В города Баальбек и Решейю направлялось по одному французскому офицеру-наблюдателю. 15 декабря 1919 года в Баальбек был направлен офицер, но не был допущен жителями города. В ответ французское командование направило экспедицию во главе с генералом Делямо. Экспедиция после двухдневного боя захватила Баальбек, но после протестов Дамаска французские войска покинули город. 21 декабря 1919 года, увидев в присутствии французской армии реализацию пакта Сайкса — Пико, сирийское правительство издало закон о всеобщей воинской повинности и мобилизации всех граждан в возрасте от 20 до 40 лет.
6 января 1920 года Фейсал заключил соглашение с Клемансо. По этому договору Франция признавала Фейсала главой независимой Сирии, а он обязался защищать интересы Франции и независимость подмандатного Франции Ливана.
Заключив соглашение с французами, Фейсал вернулся в Дамаск в январе 1920 года. Амин Саид пишет что Фейсал не обнародовал проект договора с французами, а предложил его на утверждение лишь членам «Молодой Сирии». Но те отвергли проект со словами, что предпочтут ему одновременную войну и с Англией и с Францией. По версии, изложенной Лиддел Гартом, арабы пытались «половить рыбу в мутной воде» и повторить Фиумскую авантюру.

## Король Сирии
6 марта 1920 года в Дамаске открылась сессия Сирийского конгресса. 8 марта конгресс провозгласил независимость Сирии в составе трёх областей:
- прибрежных и внутренних районов Сирии (к ней относилась и территория будущей Иордании);
- Горного Ливана;
- Палестины[46].

Фейсал был провозглашён королём Сирии. Конгресс декларировал полную независимость Сирии, Ливана и Палестины. Однако попытка Фейсала закрепить власть Хашимитов над этой территорией закончилась неудачей.. В апреле 1920 года Фейсал обратился к Верховному Совету Антанты с просьбой о признании. Англия высказалась за, Франция — протестовала. Фейсал был приглашён в Сан-Ремо, но по совету сирийского конгресса решил направить вместо себя делегацию. 27 апреля 1920 года Фейсал получил от генерала Алленби письмо, в котором ему сообщили результаты конференции:
- Ирак (с Мосульским вилайетом), Палестину, Трансиорданию получила Великобритания;
- Сирию (включая прибрежные и внутренние районы) получала Франция.

Узнав об этом, Фейсал 3 мая отправил в отставку премьера-министра аль-Рикаби (сторонника соглашения Фейсала — Клемансо) и назначил аль-Атаси. 14 июля генерал Гуро направил в Дамаск ультиматум (сроком до 19 июля) в котором потребовал 1) признание французского мандата в Сирии 2) сокращение сирийской армии 3) принятие бумажных денег, выпущенных французским банком Сирии и Ливана 4) занятие французскими гарнизонами станций Рийак, Халеб, Баальбек, Хомс, Хама и города Халеб.
Сирийский конгресс 15 июля выступил против ультиматума. 16 июля король Фейсал, пригласив ряд членов конгресса к себе на чашку чая, пытался их уговорить принять ультиматум. Это вызвало недовольство у депутатов. 18 июля сирийское правительство приняло ультиматум, начало демобилизацию и прочие уступки. В Дамаске вспыхнули волнения, но они были подавлены. Гуро, под предлогом опоздания ответа (получив ответ 20 июля), выдвинул войска к Дамаску. 21 июля он направил Фейсалу новый ультиматум, в котором требовал: 1) опубликования дамасским правительством отчёта с французской позиции в связи с первым ультиматумом 2) оставление французских войск на тех позициях, где они находились в момент вручения второго ультиматума 3) полной передачи французам железной дороги Райак-эль-Шеккик 4) увод сирийской армии и передача контроля жандармерии французам в тех районах, что они занимают 5) полного разоружения населения Дамаска и демобилизованных солдат
Фейсал отказался от уступок. После Майсалунской битвы французы 25 июля 1920 года захватили Дамаск и выдвинули сирийцам третий ультиматум. Одним из пунктов было низложение Фейсала. Новое правительство ад-Дуруби согласилось на все требования. Фейсал покинув Дамаск обосновался в Дераа центре провинции Хауран. После того как французы при помощи самолётов разбросали листовки, в которых угрожали жителям Хаурана, Фейсал уехал в Хайфу, а потом Англию
Но уже в следующем году судьба дала ему возможность сделаться королём в другой части арабского мира — в Ираке.

## Король Ирака
До Первой мировой войны территория Месопотамии (будущего Ирака), разделённая на три вилайета, входила в состав Османской империи. После начала Первой мировой войны, в октябре 1914 года, англичане захватили прибрежные районы страны. Полностью под их контроль Месопотамия перешла лишь осенью 1918 года, после упорных и изматывающих боев с турками. Положив огромные усилия на завоевание Ирака, англичане не желали уходить из него и после окончания войны. В 1920 году на конференции в Сан-Ремо они с согласия союзников получили от Лиги Наций мандат на управление этой частью бывшей Османской империи. Однако превратить Ирак в колонию Англия не смогла. В марте 1920 года в Дамаске собрался «Месопотамский конгресс», который провозгласил независимость и избрав правителем Абдуллу (брата Фейсала). Этому воспротивились англичане. 2 июня 1920 года представители багдадских арабов выдвинула английскому комиссару Месопотамии Арнольду Вильсону требование созвать месопотамскую конференцию, которая, в соответствии с англо-французской нотой 7 ноября 1918 года, создаст национальное арабское правительство. В ответ 20 июня 1920 года главным комиссаром Месопотамии был назначен Пери Кокс. Ему поручалось создать государственный совет во главе с арабским президентом во главе. Этот ответ, а также религиозная и экономическая политика, проводимая англичанами, не устроил арабов.
В июле 1920 года здесь началось антианглийское восстание. Подавив его, английская администрация была вынуждена в октябре создать временное национальное правительство Ирака. В январе 1921 года это правительство приняло решении об организации национальной армии. В марте того же года Ирак был провозглашён подмандатным королевством. Занять трон английское правительство предложило эмиру Фейсалу, лояльному к англичанам и получившему широкую известность во время великого арабского восстания. Фейсал согласился, и таким образом Хашимиты утвердились в Ираке..
19 марта 1921 года министр колоний Уинстон Черчилль на совещании в Каире собрал ряд британских комиссаров на совещание по Ближнему Востоку. На этом совещании было предложено сделать Фейсала королём Месопотамии. 11 июня 1921 года Фейсал был избран государственным советом, получившим согласием у Фейсала, что тот будет править демократично и конституционно. По настоянию Пери Кокса в стране прошёл референдум
Фейсал набрал на референдуме 96 процентов голосов и 23 августа 1921 года официально занял трон.. Оганесян Н. О. ссылаясь на «Дейли Геральд» приводит описание коронации Фейсала: 

Он был коронован потихоньку, на площади, среди бараков, в присутствии английских чиновников и небольшой кучки своих приверженцев. За ним со штыками наготове стоял британский пехотный батальон.— Оганесян Н.О. стр. 27 ссылаясь на Daily Herald 3.I.1922
Сразу после коронации было сформировано постоянное правительство королевского Ирака, а затем между ним и Англией был заключён союзный договор. Согласно договору, верховный английский комиссар оставался весьма влиятельной фигурой, и король обязался консультироваться с ним по важнейшим вопросам внешней и внутренней политики. После договора 1922 года, Ирак Фейсала заключал ещё несколько соглашений с англичанами (в 1926, 1927, 1930 годы). Благодаря этим договорам усилилось экономическое присутствие англичан в Ираке, но за ним был закреплён Мосульский вилайет (который пыталась вернуть Турция).
На протяжении всего своего правления Фейсал ориентировался на Англию и потому постоянно сталкивался с мощной национальной оппозицией. У его страны были чёткие границы, но не было ни одной «системообразующей» народности. На севере сопротивление арабскому влиянию оказывали курды, поддерживаемые новой Турцией Кемаля Ататюрка, на юге шииты не желали подчиняться правительству суннитского меньшинства. С большим трудом ему удалось провести выборы в Учредительное собрание, которое начало свою работу в конце марта 1924 года. В том же году оно приняло Иракскую конституцию. Король получил по ней право абсолютного вето на все законопроекты, право роспуска палаты депутатов и сената, смещения неугодных министров.

## Независимость и смерть
Сделавшись всесильным правителем, Фейсал смог поставить себя в более независимое отношение к своим европейским покровителям. К концу жизни ему удалось (по крайней мере формально) освободиться от английской опеки: в 1932 году английский мандат был аннулирован, Ирак был официально провозглашён независимым государством и вступил в Лигу Наций. Вскоре после этого, 8 сентября 1933 года Фейсал неожиданно умер в Берне в Швейцарии от приступа сердечной недостаточности. Смерть в Берне породила слухи о том что он был отравлен.

## Семья и дети
В 1904 году женился на Хазиме бинт Насер (1884 — 27 марта 1935). В браке родилось четверо детей (3 дочери и сын):
- Принцесса Азза (1906—1968) жена Анастасиса Хараламидеса (Anastassios Haralambides). Приняла православие.
- Принцесса Раджия (1907—1959). В браке две дочери.
- Принцесса Раифа (1910—1934)
- Гази I (1912—1939)[59].

## В культуре
- Марка Ирака с портретом Фейсала I, 1932 год
- Марка к 75-летию Всемирного почтового союза с портретом Фейсала I, 1949 год
- Королевский штандарт Фейсала, когда он был королём Сирии
- Королевский штандарт Фейсала, когда он был королём Ирака

Фейсал является одной из ключевых фигур в «Семи столпах мудрости» — мемуарах британского офицера Т. Э. Лоуренса (Лоуренса Аравийского). В связи с этим он фигурирует в тех фильмах, что посвящены деятельности Лоуренса и арабской революции (фильмы Лоуренс Аравийский, Опасный человек: Лоуренс после Аравии).